# Campeonatos nacionais de ciclismo em estrada de 2017
Os campeonatos nacionais de ciclismo em estrada de 2017 foram disputados durante o ano e foram organizados pelas federações membros da UCI. Ele tiveram inicio em 5 de janeiro na Austrália com o evento de contrarrelógio (ambos masculino e feminino), como é a tradição.

## Maillots
O vencedor de cada campeonato nacional veste o maillot com as cores nacionais em todas as corridas na respectiva disciplina, alem dos campeonato do mundo da UCI e os Olímpicos, ou então o maillot de leader da classificação de categoria numa corrida por etapas. A maior parte dos maillots de campeonatos nacionais tem a bandeira do país ou as suas cores. Os maillots também podem ter cores desportivas que não derivadas da bandeira nacional, como o verde e dourado das camisolas dos campeonatos nacionais da Austrália.

## Campeões de 2017

### Elite Homens
| País                   | Campeão da Corrida de Elite Homens | Equipa Campeã da Corrida em Estrada         | Campeão do contrarrelógio Elite Homens | Equipa Campeã Contrarrelógio por equipas    |
| ---------------------- | ---------------------------------- | ------------------------------------------- | -------------------------------------- | ------------------------------------------- |
| Albânia                | Ylber Sefa                         |                                             | Iltjan Nika                            |                                             |
| Argélia                | Youcef Reguigui                    | Team Qhubeka NextHash                       | Azzedine Lagab                         | NaturaBlue                                  |
| Andorra                |                                    |                                             | Julio Alfredo Pintado                  | Massi–Kuwait Cycling Project                |
| Angola                 | Bruno Araujo                       |                                             | Dário António                          |                                             |
| Antígua e Barbuda      | Robert Francis Marsh               |                                             | Marvin Spencer                         |                                             |
| Argentina              | Joaquin Gonzalo Najar              | Sindicato de Empleados Publicos de San Juan | Mauricio Waldemar Muller               | Sindicato de Empleados Publicos de San Juan |
| Aruba                  |                                    |                                             | Jean Carlo Ras                         |                                             |
| Austrália              | Miles Scotson                      | BMC Racing Team                             | Rohan Dennis                           | BMC Racing Team                             |
| Áustria                | Gregor Mühlberger                  | Bora–Hansgrohe                              | Georg Preidler                         | Team Sunweb                                 |
| Azerbaijão             | Elgün Alizada                      | Synergy Baku                                | Elchin Asadov                          | Synergy Baku                                |
| Bahamas                | Chad Albury                        |                                             | Liam Holowesko                         |                                             |
| Barbados               |                                    |                                             | Jesse Kelly                            |                                             |
| Bielorrússia           | Nikolai Shumov                     |                                             | Stanislau Bazhkou                      | Minsk Cycling Club                          |
| Bélgica                | Oliver Naesen                      | AG2R La Mondiale                            | Yves Lampaert                          | Quick-Step Floors                           |
| Belize                 | Edgar Nissan Arana                 |                                             | Tarique Flowers                        | Benny's Megabytes Elite                     |
| Benim                  | Eric Ahouandjinou                  |                                             |                                        |                                             |
| Bermudas               |                                    |                                             | Dominique Mayho                        | Asfra Racing Team Oudenaarde                |
| Bolívia                | Basilio Ramos                      |                                             | Javier Arando                          | Equipo Bolivia                              |
| Bósnia e Herzegovina   | Ivan Siric                         |                                             | Vedad Karic                            |                                             |
| Botswana               | Abeng Malete                       |                                             | Abeng Malete                           |                                             |
| Brasil                 | Roberto Pinheiro                   | Soul Brasil Pro Cycling                     | Magno Prado Nazaret                    | Soul Brasil Pro Cycling                     |
| Bulgária               | Nikolay Mihaylov                   | CCC–Polsat–Polkowice                        | Radoslav Valentinov Konstantinov       |                                             |
| Burquina Fasso         | Mathias Sorgho                     |                                             |                                        |                                             |
| Canadá                 | Matteo Dal-Cin                     | Rally Cycling                               | Svein Tuft                             | Orica–Scott                                 |
| Ilhas Caimã            |                                    |                                             | James Smith                            |                                             |
| Chile                  |                                    |                                             | José Luis Rodríguez Aguilar            |                                             |
| China                  | Jingbiao Zhao                      | Hengxiang Cycling Team                      | King Lok Cheung                        | Orica–Scott                                 |
| Colômbia               | Sergio Henao                       | Team Sky                                    | Jarlinson Pantano                      | Trek–Segafredo                              |
| Costa Rica             |                                    |                                             | Brian Salas                            |                                             |
| Croácia                | Josip Rumac                        | Synergy Baku                                | Matija Kvasina                         | Felbermayr–Simplon Wels                     |
| Cuba                   | Jan Carlos Arias                   |                                             | Emilio Perez                           |                                             |
| Chipre                 | Alexandros Agrotis                 |                                             | Andreas Miltiadis                      |                                             |
| Chéquia                | Zdeněk Štybar                      | Quick-Step Floors                           | Jan Bárta                              | Bora–Hansgrohe                              |
| Dinamarca              | Mads Pedersen                      | Trek–Segafredo                              | Martin Toft Madsen                     | BHS–Almeborg Bornholm                       |
| República Dominicana   | Ismael Sánchez                     | Aero Cycling Team                           | Augusto Sánchez                        | Aero Cycling Team                           |
| Equador                | Jhonatan Narváez                   | Axeon Hagens Berman                         | Jorge Luis Revelo                      |                                             |
| Egito                  | Islam Ragaey                       | VIB Bikes                                   | Islam Ragaey                           | VIB Bikes                                   |
| El Salvador            | Jose Dagoberto Joya                |                                             | Jose Dagoberto Joya                    |                                             |
| Eritreia               | Meron Berhane                      |                                             | Mekseb Debesay                         | Team Dimension Data                         |
| Estónia                | Gert Joeäär                        |                                             | Silver Mäoma                           |                                             |
| Etiópia                | Hailemelekot Hailu                 |                                             | Tsgabu Grmay                           | Bahrain–Merida                              |
| Finlândia              | Matti Manninen                     | Team FixIT.no                               | Sasu Halme                             |                                             |
| França                 | Arnaud Demare                      | FDJ                                         | Pierre Latour                          | AG2r-La Mondiale                            |
| Geórgia                | Giorgi Nareklishvili               |                                             | Beka Nareklishvili                     |                                             |
| Alemanha               | Marcus Burghardt                   | Bora–Hansgrohe                              | Tony Martin                            | Team Katusha–Alpecin                        |
| Gana                   |                                    |                                             | Abdul Razak Mumin                      |                                             |
| Grã-Bretanha           | Steve Cummings                     | Team Dimension Data                         | Steve Cummings                         | Team Dimension Data                         |
| Grécia                 | Charalampos Kastrantas             | Dare Viator Partizan                        | Polychronis Tzortzakis                 | RTS–Monton Racing Team                      |
| Guam                   | Mark Galedo                        | 7 Eleven–Roadbike Philippines               |                                        |                                             |
| Guatemala              | Walter Escobar                     |                                             | Manuel Oseas Rodas Ochoa               |                                             |
| Guiana                 | Raynauth Jeffrey                   |                                             | Raynauth Jeffrey                       |                                             |
| Honduras               | Jorge Antonio Torres               |                                             |                                        |                                             |
| Hong Kong              | Leung Chun Wing                    | HKSI Pro Cycling Team                       | Leung Chun Wing                        | HKSI Pro Cycling Team                       |
| Hungria                | Krisztian Lovassy                  | Team Differdange–Losch                      | János Pelikán                          | Predefinição:Dados ciclismo AMP             |
| Islândia               | Anton Örn Elfarsson                |                                             | Hakon Hrafn Sigurdsson                 |                                             |
| Índia                  | Naveen John                        |                                             | Naveen John                            |                                             |
| Irão                   | Mehdi Sohrabi                      |                                             | Mirsamad Pourseyedi                    | Tabriz Shahrdary Team                       |
| Irlanda                | Ryan Mullen                        | Cannondale–Drapac                           | Ryan Mullen                            | Cannondale–Drapac                           |
| Israel                 | Roy Goldstein                      | Israel Cycling Academy                      | Guy Sagiv                              | Israel Cycling Academy                      |
| Itália                 | Fabio Aru                          | Astana                                      | Gianni Moscon                          | Team Sky                                    |
| Costa do Marfim        | Bassirou Konte                     |                                             |                                        |                                             |
| Jamaica                | Oshane Williams                    |                                             | Hans Heusinkveld                       |                                             |
| Japão                  | Yusuke Hatanaka                    | Team UKYO                                   | Ryota Nishizono                        | Bridgestone–Anchor                          |
| Cazaquistão            | Artyom Zakharov                    | Astana                                      | Zhandos Bizhigitov                     | Astana                                      |
| Kosovo                 | Rrahim Mani                        |                                             | Luan Haliti                            |                                             |
| Letônia                | Krists Neilands                    | Israel Cycling Academy                      | Aleksejs Saramotins                    | Bora–Hansgrohe                              |
| Líbano                 | Elias Abou Rachid                  |                                             | Abdallah El Err                        |                                             |
| Lituânia               | Ignatas Konovalovas                | FDJ                                         | Ignatas Konovalovas                    | FDJ                                         |
| Luxemburgo             | Bob Jungels                        | Quick-Step Floors                           | Jean-Pierre Drucker                    | BMC Racing Team                             |
| Madagáscar             | Julien Rakotoarivony               |                                             | Andriamirado Rakotondravao             |                                             |
| Macedônia do Norte     | Stefan Petrovski                   |                                             | Levent Rifat                           |                                             |
| Mali                   | Yaya Diallo                        |                                             | Yaya Diallo                            |                                             |
| Malta                  | Christian Formosa                  |                                             | Etienne Bonello                        |                                             |
| Ilhas Maurícias        | Philippe Colin                     |                                             | Christopher Lagane                     |                                             |
| México                 | Efren Santos                       |                                             | Ignacio Prado                          | Sindicato de Empleados Publicos de San Juan |
| Moldávia               | Nicolae Tanovitchii                |                                             | Nicolae Tanovitchii                    |                                             |
| Mongólia               | Altanzul Altansukh                 | Predefinição:Dados ciclismo NLC             | Maral-Erdene Batmunkh                  | Terengganu Cycling Team                     |
| Montenegro             | Goran Cerovic                      |                                             | Goran Cerovic                          |                                             |
| Marrocos               | Essaïd Abelouache                  |                                             | Mouhssine Lahsaini                     |                                             |
| Namíbia                | Till Drobisch                      |                                             | Till Drobisch                          |                                             |
| Países Baixos          | Ramon Sinkeldam                    | Team Sunweb                                 | Tom Dumoulin                           | Team Sunweb                                 |
| Nova Zelândia          | Joseph Cooper                      | IsoWhey Sports SwissWellness                | Jack Bauer                             | Quick-Step Floors                           |
| Nicarágua              | Jaime Gabriel Ramirez              |                                             | Marlon Antonio Samayoa                 |                                             |
| Noruega                | Rasmus Tiller                      |                                             | Edvald Boasson Hagen                   | Team Dimension Data                         |
| Panamá                 | Cristofer Robin Jurado Lopez       |                                             | Franklin Archibold                     |                                             |
| Paraguai               | Antero Daniel Velázquez Ramirez    |                                             | Víctor Manuel Grange González          |                                             |
| Peru                   | Alonso Miguel Gamero               |                                             | Alonso Miguel Gamero                   |                                             |
| Polónia                | Adrian Kurek                       | CCC–Polsat–Polkowice                        | Michal Kwiatkowski                     | Team Sky                                    |
| Portugal               | Ruben Guerreiro                    | Trek–Segafredo                              | Domingos Gonçalves                     | Rádio Popular-Boavista                      |
| Porto Rico             | Elvys Noel Reyes                   |                                             | Xavier Santana                         |                                             |
| Roménia                | Marius Petrache                    |                                             | Eduard Grosu                           | Nippo–Vini Fantini                          |
| Rússia                 | Alexander Porsev                   | Gazprom–RusVelo                             | Ilnur Zakarin                          | Team Katusha–Alpecin                        |
| Ruanda                 | Gasore Hategeka                    |                                             | Adrien Niyonshuti                      | Team Dimension Data                         |
| Senegal                | Guy Antoine Diandy                 |                                             |                                        |                                             |
| Sérvia                 | Dusan Kalaba                       | Dare–Viator Partizan                        | Dusan Rajovic                          | Adria Mobil                                 |
| Seicheles              | Miguel Mathieu                     |                                             | Dominic Arrisol                        |                                             |
| Singapura              | Choon Huat Goh                     | Predefinição:Dados ciclismo TSG             |                                        |                                             |
| Eslováquia             | Juraj Sagan                        | Bora–Hansgrohe                              | Marek Čanecký                          | Predefinição:Dados ciclismo AMP             |
| Eslovênia              | Luka Mezgec                        | Orica–Scott                                 | Jan Polanc                             | UAE Team Emirates                           |
| África do Sul          | Reinardt Janse van Rensburg        | Team Dimension Data                         | Daryl Impey                            | Orica–Scott                                 |
| Coreia do Sul          | Jang Kyung-gu                      |                                             | Hyeong Min Choe                        | Geumsan Insam–Cello                         |
| Espanha                | Jesús Herrada                      | Movistar Team                               | Jonathan Castroviejo                   | Movistar Team                               |
| Santa Lúcia            | Andrew Norbert                     |                                             |                                        |                                             |
| Suécia                 | Kim Magnusson                      | Team Tre Berg–PostNord                      | Tobias Ludvigsson                      | FDJ                                         |
| Suíça                  | Silvan Dillier                     | BMC Racing Team                             | Stefan Küng                            | BMC Racing Team                             |
| Taiwan                 | Chun Kai Feng                      | Bahrain–Merida                              | Chun Kai Feng                          | Bahrain–Merida                              |
| Turquia                |                                    |                                             | Ahmet Örken                            | Torku Åžekerspor                            |
| Tunísia                | Ali Nouisri                        |                                             | Ali Nouisri                            |                                             |
| Ucrânia                | Vitaliy Buts                       | Kolss Cycling Team                          | Oleksandr Polivoda                     | Kolss Cycling Team                          |
| Emirados Árabes Unidos | Yousif Mirza                       | UAE Abu Dhabi                               | Yousif Mirza                           | UAE Abu Dhabi                               |
| Uganda                 | Mudathili Ali                      |                                             |                                        |                                             |
| Estados Unidos         | Larry Warbasse                     | Aqua Blue Sport                             | Joey Rosskopf                          | BMC Racing Team                             |
| Uruguai                | Richard Mascarañas                 |                                             | Agustín Moreira                        |                                             |
| Uzbequistão            | Ruslan Karimov                     | RTS–Monton Racing Team                      | Muradjan Halmuratov                    | Beijing XDS–Innova Cycling Team             |
| Venezuela              | Miguel Armando Ubeto               |                                             | Pedro Gutierrez                        |                                             |
| Vietname               | Minh Trin Tran Nguyen              |                                             | Duc Tam Trinh                          |                                             |
| Zimbabwe               | Mpumelelo Dube                     |                                             | Dave Martin                            |                                             |

#### Campeões em UCI WorldTeams
| Equipa               | Campeões Corrida em Estrada                                                      | Campeões Contrarrelógio                                                                            |
| AG2r-La Mondiale     | Oliver Naesen (BEL)                                                              | Pierre Latour (FRA)                                                                                |
| Astana               | Fabio Aru (ITA) · Artyom Zakharov (KAZ)                                          | Zhandos Bizhigitov (KAZ)                                                                           |
| Bahrain–Merida       | Chun Kai Feng (TWN)                                                              | Tsgabu Grmay (ETH) · Chun Kai Feng (TWN)                                                           |
| BMC Racing Team      | Miles Scotson (AUS) · Silvan Dillier (SUI)                                       | Rohan Dennis (AUS) · Jean-Pierre Drucker (LUX) · Stefan Küng (SUI) · Joey Rosskopf (USA)           |
| Bora–Hansgrohe       | Gregor Mühlberger (AUT) · Marcus Burghardt (GER) · Juraj Sagan (SVK)             | Jan Bárta (CZE) · Aleksejs Saramotins (LAT)                                                        |
| Cannondale–Drapac    | Ryan Mullen (IRE) ·                                                              | Ryan Mullen (IRE)                                                                                  |
| FDJ                  | Arnaud Démare (FRA) · Ignatas Konovalovas (LTU)                                  | Ignatas Konovalovas (LTU) · Tobias Ludvigsson (SWE)                                                |
| Lotto Soudal         |                                                                                  | |
| Movistar Team        | Jesús Herrada (ESP)                                                              | Jonathan Castroviejo (ESP)                                                                         |
| Orica–Scott          | Luka Mezgec (SLO)                                                                | Svein Tuft (CAN) · King Lok Cheung (CHN) · Daryl Impey (RSA)                                       |
| Quick-Step Floors    | Zdeněk Štybar (CZE) · Bob Jungels (LUX)                                          | Yves Lampaert (BEL) · Jack Bauer (NZL)                                                             |
| Team Dimension Data  | Youcef Reguigui (ALG) · Steve Cummings (GBR) · Reinardt Janse van Rensburg (RSA) | Mekseb Debesay (ERI) · Steve Cummings (GBR) · Edvald Boasson Hagen (NOR) · Adrien Niyonshuti (RWA) |
| Team Katusha–Alpecin |                                                                                  | Tony Martin (GER) · Ilnur Zakarin (RUS)                                                            |
| LottoNL-Jumbo        |                                                                                  | |
| Team Sky             | Sergio Henao (COL)                                                               | Gianni Moscon (ITA) · Michal Kwiatkowski (POL)                                                     |
| Team Sunweb          | Ramon Sinkeldam (NED)                                                            | Georg Preidler (AUT) · Tom Dumoulin (NED)                                                          |
| Trek–Segafredo       | Mads Pedersen (DEN) · Ruben Guerreiro (POR)                                      | Jarlinson Pantano (COL)                                                                            |
| UAE Team Emirates    | Yousif Mirza (UAE)                                                               | Jan Polanc (SLO) · Yousif Mirza (UAE)                                                              |

### Elite Feminino
| País                 | Campeã Elite Feminio Corrida em Estrada | Equipa Campeã Corrida em Estrada              | Campeã Elite Feminio Contrarrelógio | Equipa Campeã Contrarrelógio       |
| -------------------- | --------------------------------------- | --------------------------------------------- | ----------------------------------- | ---------------------------------- |
| Argélia              | Aicha Tihar                             |                                               | Aicha Tihar                         |                                    |
| Antígua e Barbuda    | Vanessa Kelsick                         |                                               | Vanessa Kelsick                     |                                    |
| Argentina            | Dolores Rodríguez Rey                   |                                               | Valeria Teresita Müller             |                                    |
| Aruba                | Benay Statia                            |                                               | Sandra Postma                       |                                    |
| Austrália            | Katrin Garfoot                          | Orica–Scott                                   | Katrin Garfoot                      | Orica–Scott                        |
| Áustria              | Martina Ritter                          | Drops                                         | Martina Ritter                      | Drops                              |
| Azerbaijão           | Olena Pavlukhina                        | Astana                                        | Olena Pavlukhina                    | Astana                             |
| Bélgica              | Jolien D'Hoore                          | Predefinição:Dados ciclismo WHT               | Ann-Sophie Duyck                    | Drops                              |
| Bielorrússia         | Tatsiana Sharakova                      | Minsk Cycling Club                            | Tatsiana Sharakova                  | Minsk Cycling Club                 |
| Belize               |                                         |                                               | Alicia Thompson                     |                                    |
| Bermudas             |                                         |                                               | Ashley Estwanik                     |                                    |
| Bolívia              | unknown                                 |                                               | unknown                             |                                    |
| Brasil               | Clemilda Fernandes Silva                | Servetto Giusta                               | Ana Paula Polegatch                 |                                    |
| Canadá               | Allison Beveridge                       | Rally Cycling Women                           | Karol-Ann Canuel                    | Boels–Dolmans                      |
| Chile                |                                         |                                               | Aranza Valentina Villalon           | Weber–Shimano Ladies Power         |
| Colômbia             | Luisa Naranjo                           | Pedalea Cycling Team                          | Ana Sanabria                        |                                    |
| Costa Rica           | Natalia Navarro                         |                                               | Milagro Mena                        | SAS–Macogep                        |
| Croácia              | Mia Radotic                             | BTC City Ljubljana                            | Mia Radotic                         | BTC City Ljubljana                 |
| Cuba                 | Arlenis Sierra                          | Astana Women's Team                           | Arlenis Sierra                      | Astana Women's Team                |
| Chipre               | Antri Christoforou                      | Servetto Giusta                               | Marina Theodorou                    |                                    |
| Chéquia              | Nikola Nosková                          | Predefinição:Dados ciclismo BPK               | Nikola Nosková                      | Predefinição:Dados ciclismo BPK    |
| Dinamarca            | Camilla Møllebro                        | Team VéloCONCEPT                              | Cecilie Uttrup Ludwig               | Predefinição:Dados ciclismo CBT    |
| República Dominicana | Cesarina Ballenilla                     | Team Caribe                                   | Juana Fernández                     | Inteja DCT                         |
| El Salvador          | Evelyn Garcia                           |                                               | Evelyn Garcia                       |                                    |
| Eritreia             |                                         |                                               | Mossana Debesay                     |                                    |
| Estónia              | Kelly Kalm                              | Isorex Ladies Team                            | Liisi Rist                          |                                    |
| Ilhas Feroé          | Birita Poulsen                          |                                               | Birita Poulsen                      |                                    |
| Finlândia            | Lotta Lepistö                           | Predefinição:Dados ciclismo CBT               | Lotta Lepistö                       | Predefinição:Dados ciclismo CBT    |
| França               | Charlotte Bravard                       | FDJ Nouvelle-Aquitaine Futuroscope            | Audrey Cordon                       | Predefinição:Dados ciclismo WHT    |
| Alemanha             | Lisa Klein                              | Predefinição:Dados ciclismo CBT               | Trixi Worrack                       | Predefinição:Dados ciclismo LPR2   |
| Grã-Bretanha         | Lizzie Deignan                          | Boels–Dolmans                                 | Claire Rose                         | Visit Dallas DNA Pro Cycling       |
| Grécia               | Argiro Milaki                           |                                               | Eleni Tsimpol                       |                                    |
| Guatemala            | Nicolle Bruderer                        | Tibco–Silicon Valley Bank                     | Nicolle Bruderer                    | Tibco–Silicon Valley Bank          |
| Hong Kong            | Qianyu Yang                             |                                               | Yao Pang                            |                                    |
| Honduras             | Angie De Jesus Gomez                    |                                               |                                     |                                    |
| Hungria              | Monika Kiraly                           | Predefinição:Dados ciclismo MIC               | Monika Kiraly                       | Predefinição:Dados ciclismo MIC    |
| Islândia             | Erla Sigurlaug Sigurdardottir           |                                               |                                     |                                    |
| Irão                 | Parastoo Bastidehkharghani              |                                               | Somayeh Yazdani                     |                                    |
| Israel               | Omer Shapira                            | Giusfredi–Bianchi                             | Shani Bloch-Davidov                 | Team VéloCONCEPT                   |
| Irlanda              | Lydia Boylan                            |                                               | Eileen Burns                        |                                    |
| Itália               | Elisa Longo Borghini                    | Predefinição:Dados ciclismo WHT               | Elisa Longo Borghini                | Predefinição:Dados ciclismo WHT    |
| Costa do Marfim      | Adahi Orneila Kouassi                   |                                               |                                     |                                    |
| Japão                | Eri Yonamine                            | FDJ Nouvelle-Aquitaine Futuroscope            | Eri Yonamine                        | FDJ Nouvelle-Aquitaine Futuroscope |
| Cazaquistão          | Tatyana Geneleva                        | Astana                                        | Natalya Sokovnina                   | Servetto Giusta                    |
| Coreia do Sul        | Ah Reum Na                              |                                               | Ju Mi Lee                           |                                    |
| Letônia              | Lija Laizāne                            | Aromitalia Vaiano                             | Lija Laizāne                        | Aromitalia Vaiano                  |
| Lituânia             | Daiva Tuslaite                          | Predefinição:Dados ciclismo ALE               | Ernesta Strainyte                   |                                    |
| Luxemburgo           | Christine Majerus                       | Boels–Dolmans                                 | Christine Majerus                   | Boels–Dolmans                      |
| México               | Ingrid Drexel                           | Tibco–Silicon Valley Bank                     | Ingrid Drexel                       | Tibco–Silicon Valley Bank          |
| Mongólia             | Jamsran Ulziisolongo                    |                                               | Jamsran Ulziisolongo                |                                    |
| Marrocos             | Nadia Skoukdi                           |                                               | Nadia Skoukdi                       |                                    |
| Países Baixos        | Chantal Blaak                           | Boels–Dolmans                                 | Annemiek van Vleuten                | Predefinição:Dados ciclismo GEW2   |
| Noruega              | Vita Heine                              | Predefinição:Dados ciclismo HPU               | Vita Heine                          | Predefinição:Dados ciclismo HPU    |
| Namíbia              | Vera Adrian                             | Predefinição:Dados ciclismo BDP               | Vera Adrian                         | Predefinição:Dados ciclismo BDP    |
| Nova Zelândia        | Rushlee Buchanan                        | Predefinição:Dados ciclismo UHC2              | Jaime Nielsen                       |                                    |
| Paraguai             | Araceli Jazmín Galeano Centurión        |                                               | Araceli Jazmín Galeano Centurión    |                                    |
| Panamá               | Fernanda Mendez                         |                                               | Anibel Prieto                       |                                    |
| Peru                 | Angie Marielle Paulett Bustamante       |                                               | Romina Medrano Ilizarbe             |                                    |
| Polónia              | Karolina Karasiewicz                    | Torunski Klub Kolarski Pacific–Nestlé Fitness | Katarzyna Pawlowska                 | Boels–Dolmans                      |
| Porto Rico           |                                         |                                               | Donelys Cariño                      |                                    |
| Roménia              | Ana Covrig                              | Top Girls Fassa Bortolo                       | Ana Covrig                          | Top Girls Fassa Bortolo            |
| Rússia               | Anastasia Iakovenko                     |                                               | Ksenia Tsymbalyuk                   |                                    |
| Ruanda               |                                         |                                               | Beatha Ingabire                     |                                    |
| Sérvia               | Jelena Erić                             | BTC City Ljubljana                            | Jelena Erić                         | BTC City Ljubljana                 |
| Singapura            | Yi Wei Luo                              |                                               | Yi Wei Luo                          |                                    |
| Eslováquia           | Alzbeta Pavlendova                      |                                               | Janka Stevkova                      |                                    |
| Eslovênia            | Polona Batagelj                         | BTC City Ljubljana                            | Urša Pintar                         | BTC City Ljubljana                 |
| África do Sul        | Heidi Dalton                            | Aromitalia Vaiano                             | Ashleigh Moolman                    | Predefinição:Dados ciclismo CBT    |
| Espanha              | Sheyla Gutiérrez                        | Predefinição:Dados ciclismo CPC               | Lourdes Oyarbide                    | Bizkaia–Durango                    |
| Suécia               | Sara Penton                             | Team VéloCONCEPT                              | Lisa Nordén                         |                                    |
| Suíça                | Nicole Hanselmann                       | Predefinição:Dados ciclismo CBT               | Marlen Reusser                      |                                    |
| Ucrânia              | Yevgenia Vysotska                       | Conceria Zabri–Fanini–Guerciotti              | Yevgenia Vysotska                   | Conceria Zabri–Fanini–Guerciotti   |
| Estados Unidos       | Amber Neben                             | Team VéloCONCEPT                              | Amber Neben                         | Team VéloCONCEPT                   |
| Uzbequistão          | Olga Jantuganova                        |                                               | Renata Baimetova                    |                                    |
| Venezuela            | Jennifer Mariana Cesar Salazar          |                                               | Lilibeth Chacón                     |                                    |
| Zimbabwe             | Skye Davidson                           |                                               | Helen Mitchell                      |                                    |

#### Campeões em Equipas Femininas UCI World Tour
|  | Equipa                             | Road Race Champions                                                    | Time Trial Champions                                                         |
|  | Predefinição:Dados ciclismo ALE    | Daiva Tuslaite (LTU)                                                   |                                                                              |
|  | Astana                             | Olena Pavlukhina (AZE) · Arlenis Sierra (CUB) · Tatyana Geneleva (KAZ) | Olena Pavlukhina (AZE) · Arlenis Sierra (CUB)                                |
|  | Predefinição:Dados ciclismo BPK    | Nikola Nosková (CZE)                                                   | Nikola Nosková (CZE)                                                         |
|  | Boels–Dolmans                      | Lizzie Deignan (GBR) · Chantal Blaak (NED) · Christine Majerus (LUX)   | Karol-ann Canuel (CAN) · Christine Majerus (LUX) · Katarzyna Pawlowska (POL) |
|  | BTC City Ljubljana                 | Mia Radotic (CRO) · Jelena Erić (SRB) · Polona Batagelj (SLO)          | Mia Radotic (CRO) · Jelena Erić (SRB) · Urša Pintar (SLO)                    |
|  | Predefinição:Dados ciclismo LPR2   |                                                                        | Trixi Worrack (GER)                                                          |
|  | Predefinição:Dados ciclismo CBT    | Lotta Lepistö (FIN) · Lisa Klein (GER) · Nicole Hanselmann (SUI)       | Cecilie Uttrup Ludwig (DEN) · Lotta Lepistö (FIN) · Ashleigh Moolman (RSA) · |
|  | Predefinição:Dados ciclismo CPC    | Sheyla Gutiérrez (ESP)                                                 |                                                                              |
|  | FDJ Nouvelle-Aquitaine Futuroscope | Charlotte Bravard (FRA) · Eri Yonamine (JPN)                           | Eri Yonamine (JPN)                                                           |
|  | Predefinição:Dados ciclismo LWD    |                                                                        |                                                                              |
|  | Predefinição:Dados ciclismo LZE    |                                                                        |                                                                              |
|  | Predefinição:Dados ciclismo LBL    |                                                                        |                                                                              |
|  | Predefinição:Dados ciclismo GEW2   | Katrin Garfoot (AUS)                                                   | Katrin Garfoot (AUS) · Annemiek van Vleuten (NED)                            |
|  | Servetto Giusta                    | Clemilda Fernandes Silva (BRA) · Antri Christoforou (CYP)              | Natalya Sokovnina (KAZ)                                                      |
|  | Predefinição:Dados ciclismo HPU    | Vita Heine (NOR)                                                       | Vita Heine (NOR)                                                             |
|  | Predefinição:Dados ciclismo TLP    |                                                                        |                                                                              |
|  | Team VéloCONCEPT                   | Sara Penton (SWE) · Camilla Møllebro (DEN) · Amber Neben (USA)         | Shani Bloch-Davidov (ISR) · Amber Neben (USA)                                |
|  | Predefinição:Dados ciclismo TIB    | Nicolle Bruderer (GUA) · Ingrid Drexel (MEX)                           | Ingrid Drexel (MEX) · Nicolle Bruderer (GUA)                                 |
|  | Predefinição:Dados ciclismo WHT    | Jolien D'Hoore (BEL) · Elisa Longo Borghini (ITA)                      | Audrey Cordon (FRA) · Elisa Longo Borghini (ITA)                             |
|  | Predefinição:Dados ciclismo RBW    |                                                                        |                                                                              |

1. ↑  Estas são as melhores 20 equipas que estão automaticamente convidadas para eventos Womens World Tour events.
| Chave | Convite                                                                        |
| ----- | ------------------------------------------------------------------------------ |
|       | Equipa Top-15 team, invited to all UCI WWT one-day & stage races automatically |
|       | Top-20 team, invited to all UCI WWT one-day races automatically                |